# (2055) Dvořák
(2055) Dvořák – planetoida z grupy przecinających orbitę Marsa okrążająca Słońce w ciągu 3 lat i 188 dni w średniej odległości 2,31 j.a. Została odkryta 19 lutego 1974 roku w Hamburg-Bergedorf Observatory w Bergedorfie przez Luboša Kohoutka. Nazwa planetoidy pochodzi od Antonína Dvořáka (1841-1904), czeskiego kompozytora. Przed nadaniem nazwy planetoida nosiła oznaczenie tymczasowe (2055) 1974 DB.